# Jasmine Trincaová
Jasmine Trincaová (* 24. dubna 1981 Řím) je italská filmová herečka.
Studovala archeologii a kunsthistorii na Univerzitě La Sapienza, v roce 2001 si ji režisér Nanni Moretti vybral v konkursu do hlavní role filmu Synův pokoj a po tomto úspěšném debutu se stala profesionální herečkou. Získala čtyřikrát cenu Nastro d'Argento (2001, 2004, 2013 a 2017), dále Premio Etruria Cinema (2004), Trophée Chopard (2006), Shooting Stars Award (2007), Cenu Marcella Mastroianniho (2009) a Donatellova Davida (2018). Byla také porotkyní Benátského filmového festivalu v roce 2017.
Je vdaná, má jednu dceru.

## Filmografie
- 2001 Synův pokoj
- 2004 Ukrývané děti
- 2005 Kriminální román
- 2005 Manuale d'amore
- 2006 Kajman
- 2007 Sólista
- 2008 Ultimatum
- 2009 Il Grande sogno
- 2011 Nevěstinec
- 2013 Jednou musíš jít
- 2013 Miele
- 2013 Une autre vie
- 2014 Saint Laurent
- 2014 Ti amo troppo per dirtelo
- 2015 Střepy lásky
- 2015 Úžasný Boccaccio
- 2015 Gunman: Muž na odstřel
- 2016 Slam: Tutto per una ragazza
- 2016 Tommaso
- 2017 Fortunata
- 2018 Euforie